# Куряча Ярослава Юріївна
Яросла́ва Ю́ріївна Куря́ча (нар. 9 серпня 1992 року, Вінниця, Україна) — українська модель. Міс Україна 2011.

## Біографія
Ярослава народилась у сім'ї державних службовців. Закінчила Вінницьке училище культури і мистецтв, займається хореографією. Викладає у музичній школі селища Стрижавка. 2009 року стала «Першою віце-міс Вінниця». Перемогла на конкурсі «Перлина Чорного моря» у Севастополі. 2010 року на конкурсі краси Foto Model у Києві отримала корону Віце-міс.
11 вересня 2011 року перемогла на конкурсі Міс Україна 2011. На конкурсі Міс Світу 2011, що пройшов у жовтні-листопаді 2011 року, дівчина увійшла до першої п'ятнадцятки конкурсанток.

## Нагороди
- 2009 — Віце-міс Вінниця
- 2010 — Віце-міс на конкурсі Foto Model
- 2011 — Міс Україна